# Eretmorhipis carrolldongi
L'eretmoripide (Eretmorhipis carrolldongi) è un rettile acquatico estinto, appartenente agli hupehsuchi. Visse nel Triassico inferiore (circa 248 milioni di anni fa) e i suoi resti fossili sono stati ritrovati in Cina.

## Descrizione
Lungo oltre un metro, questo animale (come tutti gli hupehsuchi) possedeva un corpo relativamente allungato. 
Una delle particolarità più rilevanti di Eretmorhipis era costituita dal cranio: esso era insolitamente piccolo, dotato di piccole orbite e di un "becco" privo di denti, appiattito e allargato. Il cranio mostra incredibili somiglianze con quello dell'attuale ornitorinco (Ornithorhynchus anatinus). La somiglianza non era solo superficiale, dal momento che sia le mascelle che le mandibole di Eretmorhipis erano costituite da sottili strutture ossee circondate da cartilagine, proprio come nell'ornitorinco. In entrambi i casi, era presente un "os paradoxum" mediano, proprio al centro della zona sorretta da cartilagine. 
Un'altra particolarità di Eretmorhipis è data dalla presenza di una sorta di "tubo osseo" formato da elementi che andavano a ricoprire la regione pettorale dello scheletro assiale. Nell'assai simile Parahupehsuchus, questa bizzarra struttura era estesa anche al resto del corpo. L'armatura era formata da tre livelli di elementi ossei posizionati uno sopra l'altro; il terzo livello era costituito da elementi insolitamente grandi, che andavano a coprire anche quattro vertebre l'uno, e tuttavia ben spaziati fra loro: questa strana struttura ricordava vagamente le piastre dei dinosauri stegosauridi.
Le zampe anteriori di Eretmorhipis erano molto più grandi di quelle posteriori; le dita formavano una sorta di ventaglio, sia nei "piedi" che nelle "mani", tanto ampi quanto lunghi (il nome generico Eretmorhipis significa "remo a ventaglio"). Le zampe palmate di Eretmorhipis sono un'ulteriore prova della diversità morfologica degli hupehsuchi; in Parahupehsuchus, ad esempio, le zampe avevano una forma di pinna appuntita, simile a quella dei delfini.

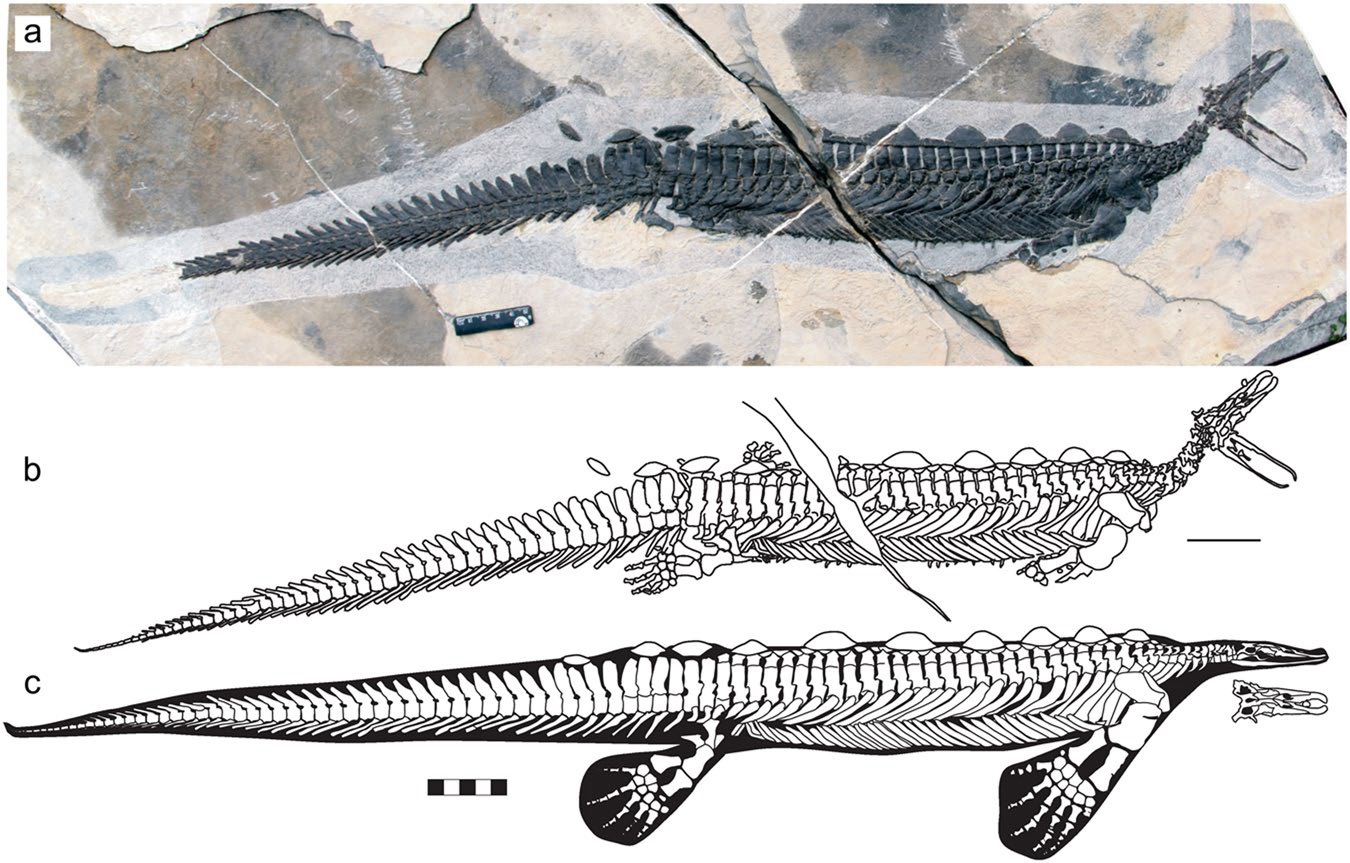
Scheletro completo di Eretmorhipis carrolldongi

## Classificazione
Eretmorhipis carrolldongi venne descritto per la prima volta nel 2015, sulla base di un fossile quasi completo ma sprovvisto di cranio, ritrovato nella formazione Jialingjiang, nella contea di Yuan'an (provincia di Hubei) in Cina. Un altro fossile rinvenuto in precedenza nella medesima formazione ma presso la contea di Nanzhang (Carroll e Dong, 1991), noto con il numero di catalogo IVPP V4070, è stato ascritto allo stesso genere. Altri due fossili, comprendenti cranio e mandibola, sono stati descritti nel 2019. 
Eretmorhipis è considerato un rappresentante derivato degli hupehsuchi, un gruppo di enigmatici rettili acquatici esclusivi del Triassico inferiore della Cina, comprendenti forme dal cranio allungato e dal corpo dotato di corazza. Secondo lo studio della prima descrizione, Eretmorhipis sarebbe un rappresentante del clade Parahupehsuchinae, comprendente animali dotati di una sorta di "tubo osseo" a protezione del corpo (Chen et al., 2015).

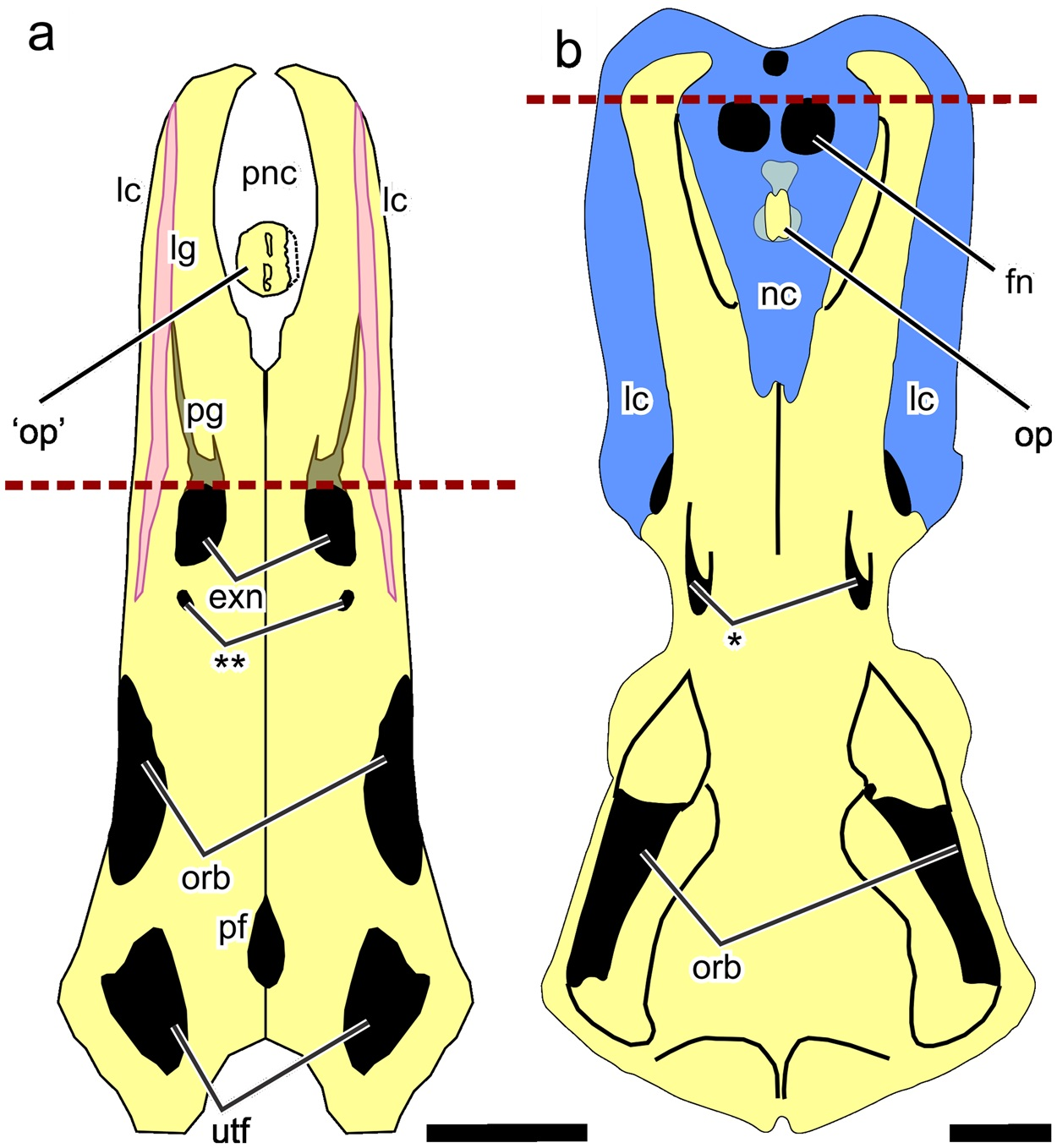
Ricostruzione del cranio di Eretmorhipis (a sinistra) a confronto con quello di un ornitorinco (a destra)

## Paleobiologia
Non è del tutto chiaro a cosa servisse il tubo osseo di Eretmorhipis. La protezione era completa solo nella parte anteriore dell'animale, e può darsi che questa struttura servisse principalmente a irrigidire il petto dell'animale, permettendo alle zampe di essere più efficienti nella propulsione sottomarina. In seguito, forme più specializzate come Parahupehsuchus avrebbero migliorato la protezione offerta dal tubo, che tuttavia avrebbe perso la sua funzione ancestrale (Chen et al., 2015).
La strana combinazione di occhi piccoli, becco senza denti e corpo rigido di Eretmorhipis ha portato alla conclusione che questo animale occupasse un ruolo ecologico inusuale nell'ecosistema marino del Triassico inferiore. È probabile che questo animale si nutrisse di piccoli invertebrati che cacciava in acque torbide grazie al becco privo di denti. Occhi minuscoli come quelli di Eretmorhipis non sono caratteristici di animali che si affidano alla vista per nutrirsi, mentre il largo becco cartilagineo era ben provvisto di nervi, e potrebbe aver avuto un importante ruolo nello scovare le prede, proprio come quello dell'attuale ornitorinco (Cheng et al., 2019). Come i pesci scatola, Eretmorhipis era probabilmente un nuotatore lento ma dotato di una buona capacità di manovra.